# Balungao
Balungao is een gemeente in de Filipijnse provincie Pangasinan op het eiland Luzon. Bij de laatste census in 2007 had de gemeente ruim 25 duizend inwoners.

## Geografie

### Bestuurlijke indeling
Balungao is onderverdeeld in de volgende 20 barangays:
| - Angayan Norte - Angayan Sur - Capulaan - Esmeralda - Kita-kita - Mabini - Mauban - Poblacion - Pugaro - Rajal | - San Andres - San Aurelio 1st - San Aurelio 2nd - San Aurelio 3rd - San Joaquin - San Julian - San Leon - San Marcelino - San Miguel - San Raymundo |

## Demografie
Balungao had bij de census van 2007 een inwoneraantal van 25.214 mensen. Dit zijn 1.401 mensen (5,9%) meer dan bij de vorige census van 2000. De gemiddelde jaarlijkse groei komt daarmee uit op 0,79%, hetgeen lager is dan het landelijk jaarlijks gemiddelde over deze periode (2,04%).